# Kartusche (Uniform)

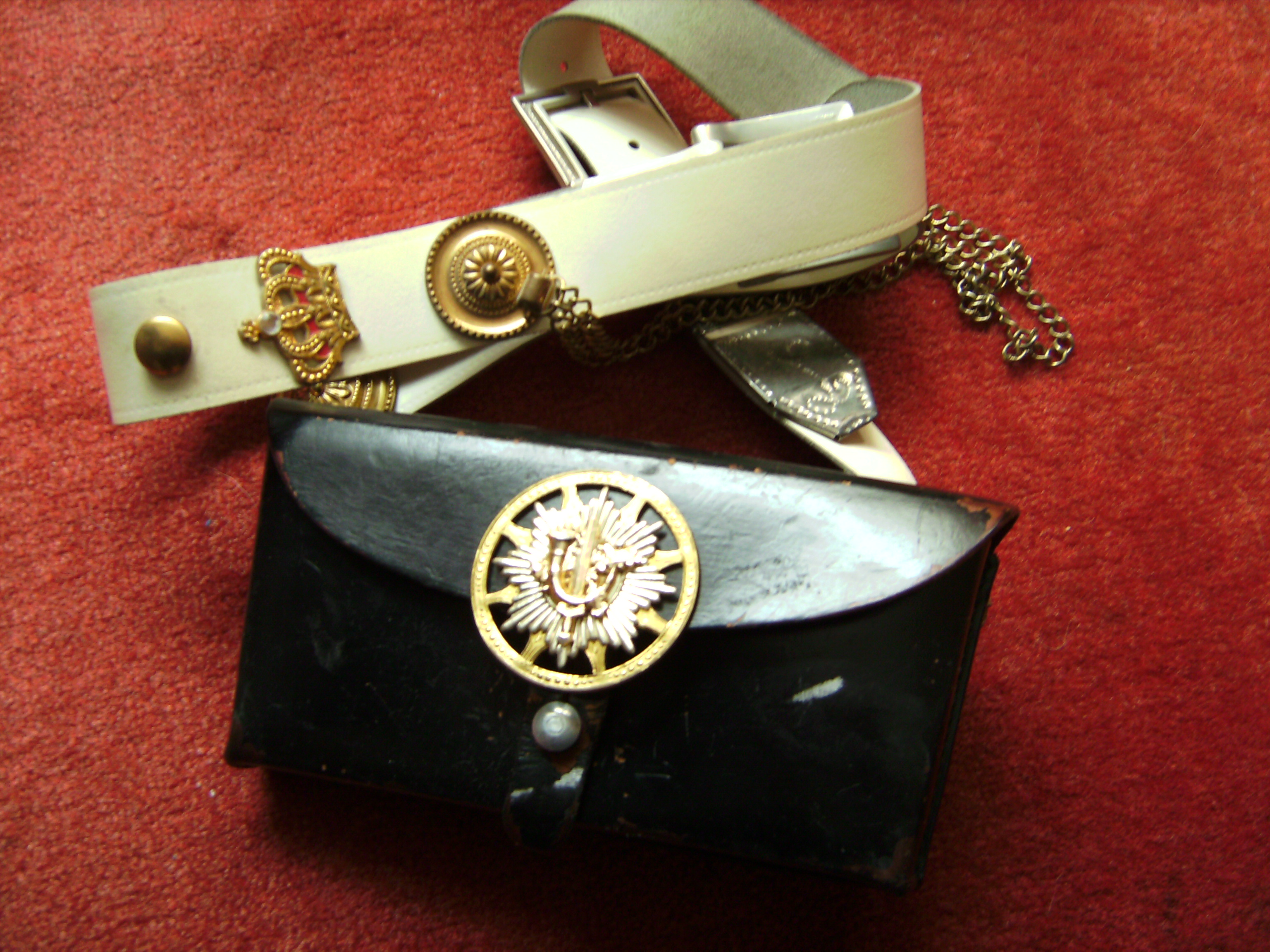
Mannschafts-Kartusche des 5. Regiment der Chevaux-Légers Lanciers der Armee von Louis Bonaparte, des Königs von Holland

Eine Kartusche (der Name kommt von frz. cartouche und bedeutet „Behälter“) war zumeist im 17. und 18. Jahrhundert eine an einem Riemen über die Schulter getragene Patronentasche des Militärs aus Leder oder mit Leder bezogenem Holz für die Handfeuerwaffe. 
Im Laufe der Zeit entwickelte sich die Kartusche insbesondere bei Offizieren zu einem Ziergegenstand, in dem der Tabaksbeutel oder Ähnliches verwahrt wurde. Am Kartuschriemen konnten sich kleine Behältnisse, zum Beispiel eine kleine Metallhülse für die Räumnadel (eine einfache Nadel mit einem, als Zierrat ausgestalteten kleinen Griff an einem Ende zur Reinigung bzw. Durchstossung des Zündlochs) oder auch eine Signalpfeife befinden. Beide Teile waren mit einer kleinen Kette an einer Rosette o. Ä. befestigt und so gegen Verlust gesichert. Heute werden Kartuschen unter anderem noch von den Reitern der britischen Gardekavallerie sowie von denen der schwedischen königlichen Garde getragen (siehe hierzu auch Bandelier).